# Аксениха (Тверская область)
Аксениха — деревня в Весьегонском муниципальном округе Тверской области.

## География
Деревня находится в северо-восточной части Тверской области на расстоянии приблизительно 22 км на запад по прямой от районного центра города Весьегонск.

## История
Была известна с 1745 года как деревня, принадлежавшая Семёну Васильевичу Лаптеву. В 1859 году отмечено было здесь 10 дворов. До 2019 года входила в состав Любегощинского сельского поселения до упразднения последнего.

## Население
Численность населения: 81 человек (1859 год), 12 (русские 100 %) в 2002 году, 8 в 2010.